# Mandat Niebios
Mandat Niebios (chiń. 天命; pinyin Tiānmìng) – tradycyjna teoria filozoficzna w Chinach, według której władca musi mieć poparcie Niebios (天), by rządzić. Mandat zyskują władcy sprawiedliwi, postępujący moralnie i obyczajnie, którzy dbają o swój lud. Jeżeli na tronie zasiada despota, Niebiosa mogą wycofać swój mandat, co sygnalizują poprzez np. zaćmienia, pojawienie się komety, klęski głodu, powodzie, trzęsienia ziemi, wojny itd. W takiej sytuacji sprawiedliwie jest wszcząć bunt przeciw władcy.
Mandat mógł dotyczyć zarówno pojedynczego władcy, jak i całej dynastii. Nie miał ograniczeń czasowych, ani klasowych, gdyż zakładał ciągłość instytucji cesarstwa bez względu na zmianę rodziny panującej. Dwa razy w historii Chin zdarzyło się, że założycielami dynastii były osoby wywodzące się z ludu (Han i Ming). Do tej koncepcji musieli się odwoływać także rządzący Chinami cudzoziemcy, Mongołowie z dynastii Yuan czy Mandżurowie z dynastii Qing.
Pojęcie mandatu Niebios zostało po raz pierwszy użyte w XI wieku p.n.e. przez królów dynastii Zhou jako ideologiczne uzasadnienie obalenia dynastii Shang. Na niwie teoretycznej pojęcie to rozwinął Mencjusz. Nazwę 天命 nosiła również pierwsza era panowania dynastii Qing.